# Pardosa katangana
Pardosa katangana är en spindelart som beskrevs av Roewer 1959. Pardosa katangana ingår i släktet Pardosa och familjen vargspindlar.
Artens utbredningsområde är Kongo. Inga underarter finns listade i Catalogue of Life.